# Iris Bannochie
Iris Bannochie (1914 – septiembre de 1988) fue una botánica y horticultora barbadense, una experta en la isla de Barbados.

## Biografía
Bannochie nació en Granada en 1914 y, aparte de su niñez temprana, vivió toda su vida en Barbados. Se casó con John Mackie Bannochie el 13 de abril de 1964. Fue una miembro fundadora de Barbados National Trust.

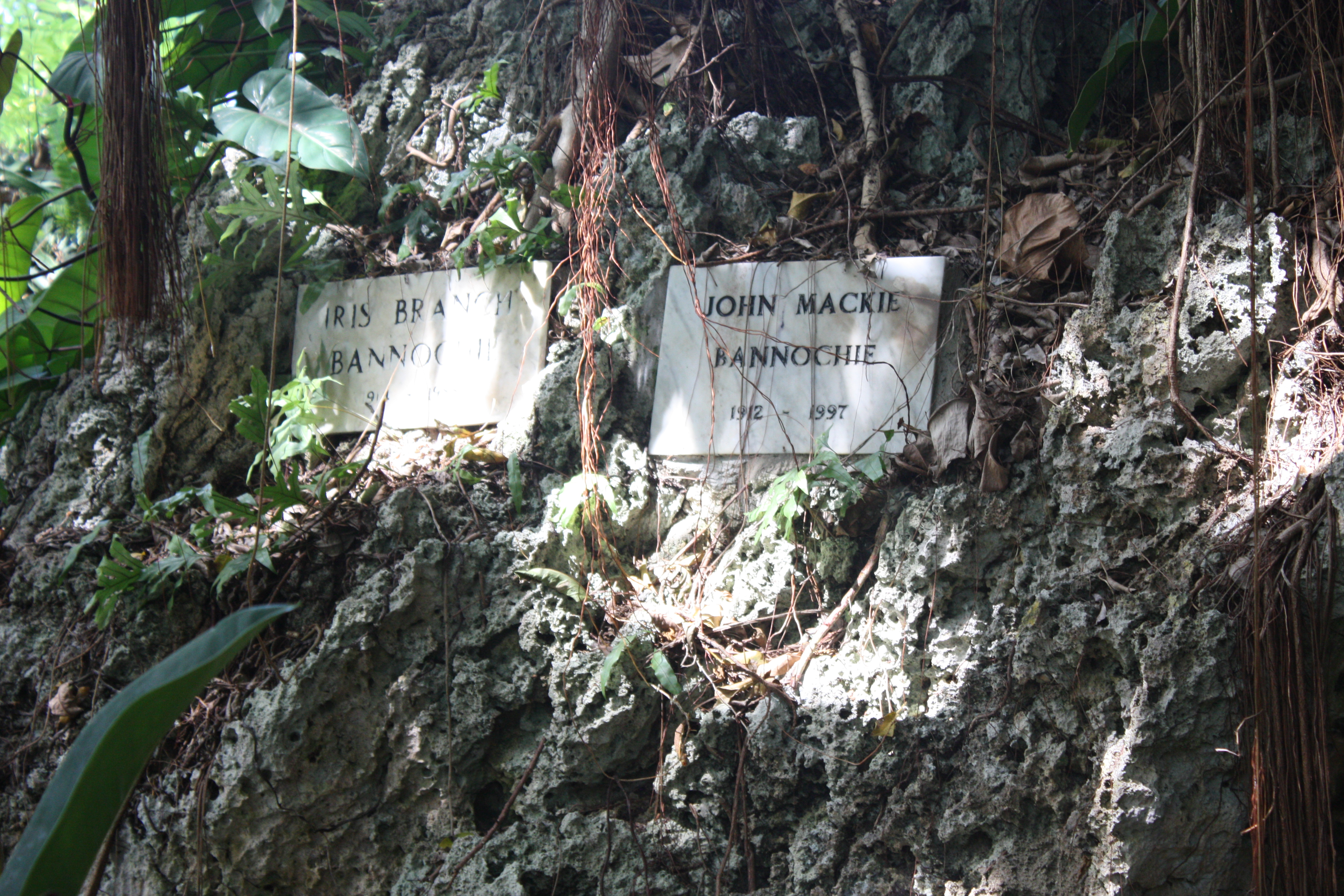
Lápidas de Iris y John Bannochie, en Andromeda Gardens.

Con su segundo marido, John,  creó y poseyó el Jardín botánico Andrómeda, un parque escénico con fanerógamas y árboles tropicales en el pueblo de Bathsheba, San Joseph en Barbados. Iris fundó el jardín en 1954 sobre 3,2 ha de tierras que había sido de su familia desde 1740. Al fallecer Bannochie, esos jardines quedaron en posesión del Barbados National Trust.
En 1977, le fue otorgada la Medalla Veitch por la Real Sociedad de Horticultura por su contribución a la horticultura tropical. Bannochie padeció un golpe en el verano de 1988 y murió poco después. Tenía 73 años.

## Honores

### Eponimia
Un cultivar de heliconia está nombrado con su epónimo - Heliconia stricta 'Iris Bannochie'.